# Ephippiger tropicalis
Ephippiger tropicalis är en insektsart som beskrevs av Baccetti 1985. Ephippiger tropicalis ingår i släktet Ephippiger och familjen vårtbitare. Inga underarter finns listade i Catalogue of Life.